# Caporal-chef
Caporal-chef est un grade militaire.

## Belgique
Le grade de « caporal-chef » des Forces armées belges est le premier de la hiérarchie des « volontaires d'élite » dans les composantes terrestre, aérienne et médicale et le quatrième grade dans la catégorie des « volontaires de carrière ». Il est immédiatement suivi du grade de « premier caporal-chef » qui représente le grade ultime de cette catégorie de personnel. Ces deux grades sont repris comme OR-4 dans la nomenclature OTAN sur les grades équivalents (Stanag 2116), néanmoins il s'agit bien de grades différents et non pas d'une distinction de classe dans le même grade. Pour mieux marquer cette différence envers la compréhension du monde anglo-saxon, on parlera d'un "Master Corporal" pour un caporal-chef et d'un "Lance-Sergeant" pour un premier Caporal-chef. Dans les unités traditionnellement montées, telles que la cavalerie, l'artillerie et certaines unités logistiques, le titre équivalent est celui de « brigadier-chef ». Sans pour autant que ce soit une règle, ceux-ci sont souvent appelés « chef ».
Le rôle du caporal-chef belge est globalement semblable à celui du sergent de l'US Army (fireTeam leader ou « adjoint de section »), sauf qu'il n'est pas sous-officier mais bien spécialisé dans son domaine. Un caporal belge devient caporal-chef dans les conditions de temps imparties à un sergent britannique, soit treize ans de service. Sa position et ses prérogatives sont comparables à celle du lance-sergeant britannique.

Après vingt ans de service, le caporal-chef obtient le grade de « premier caporal-chef » (premier brigadier-chef). Ceux-ci sont souvent les adjoints, assistants et/ou suppléants des adjudants dans le rôle et/ou la fonction administrative qui leur est imparti.
La fonction de « caporal de corps » existe également : ce n'est pas un grade mais une fonction exercée par un caporal-chef ou un premier caporal-chef ; il a le même rôle que l'adjudant de corps, il est le chef du personnel de sa catégorie. Lors des parades, il occupe, avec le chef de corps et l'adjudant de corps, la tête du dispositif en ordre serré (Drill) qui est appelé alors la « triplette » (Parfois appelé également "Prima Plana") ; il fait partie de la chaîne de commandement au niveau du corps qui l'occupe.
Le grade consiste en trois galons appointés vers le haut, le galon inférieur étant rouge, les deux autres blancs.
Le « caporal de corps » a lui le grade de « premier caporal-chef » (deux galons blancs et un galon rouge appointé vers le haut et un galon rouge en arc de cercle vers le bas, il ressemble beaucoup au grade de staff sergeant de l'US Army mais bi-colorisé) surmonté d'une couronne.

## Canada
Dans l'Armée canadienne et l'Aviation royale canadienne, le caporal-chef est le quatrième grade de sous-officiers. Pour obtenir ce grade, le militaire doit suivre ses premiers rudiments de leadership, car il est appelé à devenir commandant adjoint d'une section, un groupe de dix soldats au sein d'un peloton, d'une troupe ou d'une escadrille. Le caporal-chef agit aussi en tant qu'instructeur. En fait, « caporal-chef » n'est pas un grade, mais une position. La seule différence est que si un caporal-chef change de métier dans les Forces canadiennes, il retourne au grade de caporal. L'insigne est composé des deux chevrons du caporal auxquels on ajoute une feuille d'érable. L'équivalent dans la Marine royale canadienne est le grade de matelot-chef.
| Précédé par Caporal | Caporal-chef | Suivi par Sergent |

## France
1. Le grade de « caporal-chef » existe dans l'Armée de terre et l'Armée de l'air, ainsi que chez les sapeurs-pompiers civils. Il existe aussi un « caporal-chef de première classe » dans l'Armée de terre, qui constitue une distinction dans ce grade, sous condition de diplôme[réf. nécessaire],  accessible à compter de onze années de service.
2. La dénomination « caporal-chef » est remplacée par celle de « brigadier-chef » dans certaines armes et celle de « sous-brigadier-chef auxiliaire » dans la police nationale (ce grade a disparu avec la suppression du service national). Le grade équivalent au sein de la Marine nationale est celui de « quartier-maître de première classe ».
3. Le « caporal-chef » est parfois surnommé cabo-chef et le brigadier-chef bi-chef.
4. L'insigne est  (sauf chez les sapeurs-pompiers de Paris et civils) composé de :

- un chevron d'une couleur « or » ou « argent » en fonction de l'arme ;
- deux chevrons (formant la base) de couleur identique, différente de celle du précédent chevron.

Pour les caporaux-chefs de 1re classe, c'est l'inverse, la base est composée d'un seul chevron.
| France              | Grades de l'Armée de terre     |                                                                      |
| Précédé par Caporal | Caporal-chef ou Brigadier-chef | Suivi par Caporal-chef de 1re classe ou Brigadier-chef de 1re classe |

| France                                     | Grades de l'Armée de terre                                 |                   |
| Précédé par Caporal-chef ou Brigadier-chef | Caporal-chef de 1re classe ou Brigadier-chef de 1re classe | Suivi par Sergent |

| France              | Grades de l'Armée de l'air |                   |
| Précédé par Caporal | Caporal-chef               | Suivi par Sergent |

En décembre 2024 est créé un grade distinctif, pour les caporaux et caporaux-chefs de l'Armée de l'air, titulaires du brevet supérieur de technicien (BST). Ce grade ajoute une soutache dorée aux galons, ainsi que des brisques indiquant l'ancienneté de l'aviateur, de cinq années par marque.
| Grades de la Gendarmerie nationale française Brigadier-chef |  |                              |
| Précédé par Brigadier                                       |  | Suivi par Maréchal des logis |